# Dankowice (Wrocław)
Pour les articles homonymes, voir Dankowice.
 (mars 2025).
Si vous disposez d'ouvrages ou d'articles de référence ou si vous connaissez des sites web de qualité traitant du thème abordé ici, merci de compléter l'article en donnant les références utiles à sa vérifiabilité et en les liant à la section « Notes et références ».
Dankowice est une localité polonaise de la gmina de Jordanów Śląski, située dans le powiat de Wrocław en voïvodie de Basse-Silésie.

## Histoire
De 1742 à 1945, Dankwitz fait partie de l'arrondissement de Reichenbach dans le district de Breslau au sein de la province de Silésie.